# Savoy (Venezuela)
Nestlé Savoy es una empresa venezolana especializada en dulces, chocolates, confites y galletas wafer, fundada en 1941 en Caracas, Venezuela. Es una filial de la multinacional Nestlé desde 1988, es considerada una de las empresas chocolateras más importantes del mundo.

## Historia
La empresa inicia de las manos de los hermanos Rodolfo, Roberto y Fernando Beer, de nacionalidad austriaca. que tuvieron que abandonar su trabajo en la fábrica de Licores Casali y su tierra a causa de la Segunda Guerra Mundial, llegando a Venezuela en 1941 solo con su conocimiento en pastelería y bombonería.
En julio del mismo año se asocian con John Miller, un venezolano, quien trabajaría de vanguardia en el país con maquinaria para elaborar chocolate. Estos registran y crean el 2 de julio de 1941 la compañía Savoy Candy Compañía Anónima. El nombre se escogió en honor a un hotel londinense de mismo nombre en el que Miller se hospedaba cuando viajaba a Gran Bretaña y que para él era símbolo de excelencia y alta calidad, además de que era fácil de pronunciar en cualquier idioma, recordando el "sabor".
El primer lanzamiento fue el chocolate Savoy, en 4 sabores: leche, amargo, amargo dulce y café; y más adelante, chocolate con nueces y vainilla. Su presentación venía en dos tamaños: tabletas grandes de 160 gramos y pequeñas de 35 gramos.
En 1948, el noruego Peter Bastiansen se asocia con la empresa. Para 1949, se incluyen en el portafolio los productos en forma de grageas (confitería de pequeño tamaño cubierta de chocolate) los dulces Toronto, Ping Pong, Bolero, Candy-Choc y Boston, los cuales serían los dulces que mayor reconocimiento le empezarían a dar a la empresa en los próximos años. Estas grageas fueron creadas por Ernst Weitz. También se lanzó una línea de caramelos con una gran variedad de sabores de frutas.
Para 1950, los productor empiezan a tener una distribución a nivel nacional, primero a través de mayoristas y luego por medio de vendedores propios, instaurándose lo que actualmente es el sistema de distribución directa a clientes.
En 1956, se introducen los productos Susy, Cocosette y Samba, estos serían unas galletas tipo wafer. La primera de ellas es rellena con crema sabor a chocolate, la segunda con crema sabor a coco y la última viene rellena con crema con sabores a mantequilla de maní, fresa, avellana (Carlton) o chocolate y viene recubierta con una capa de chocolate con leche. También tuvo una versión salada llamada Paspalitos que era un wafer con crema sabor a queso.
Al principio la fábrica era una casa pero a medida que comenzó a expandirse, se vio en la necesidad de ir ampliando el área destinada para la fábrica. Primero se alquiló una casa vecina a la quinta San Esteban en el sector El Valle de Caracas, para luego ir adquiriendo las viviendas colindantes hasta que decidieron construir una planta en esos mismos terrenos, pero aun así la fábrica se hizo pequeña y en 1959 la mudaron a la conocida planta de Boleíta donde se mantuvo por tres décadas, y que significó un paso importante para el crecimiento y la industrialización de la empresa.
En 1970, sale al mercado el Chocolate para consumir en taza y un chocolate con arroz inflado, después conocido para 1980 como Cri-Cri.
Durante la década de 1980, se creó una filial de snacks salados llamada Marlon o Savoy Snacks, la cual comercializaba las marcas Pepito, Frito Chic, Pepín y Tortys. Esta filial desapareció en 1995 tras la compra de la marca Pepito por parte de Jack's Snacks (hoy en día propiedad de Empresas Polar por medio de su filial PEPSICO).
En 1988, Savoy fue adquirida por la multinacional originaria de Suiza, Nestlé. Con esta compra la empresa se empieza a denominar Nestlé Savoy, aunque mantiene el mismo eslogan y los mismos productos. Dos años después se realiza un cambio de logo, donde se mantiene la tipografía de la palabra "Savoy" pero se sustituye la corona por la palabra "Nestle".
En 1991, lanza una serie de chocolates de edición especial, desarrollada con motivo del 50 aniversario de Savoy. Posteriormente, dicha línea servirá como base para el desarrollo y lanzamiento de Carré, un chocolate con frutos secos.
En 1998, Savoy mudó la sede a Santa Cruz de Aragua, donde funciona hoy en día. Mientras tanto, la sede en Caracas pasa a ser la nueva sede del canal privado venezolano Televen.
En el año 2004, la empresa garantizó su presencia en el país haciendo una inversión de 7 millones de dólares para la consolidación de dos sedes ubicadas en El Tocuyo, Lara y en Santa Cruz, Aragua, asimismo, se re-inauguró el nuevo centro de distribución. En 2007, se lanza oficialmente Carré un chocolate tipo premium.
En 2011, se inaugura la línea de producción de chocolate untable en la planta de Santa Cruz y se lanza Choconut. Asimismo, y como parte de la línea especializada en dulces, sale al mercado Savoy Postres, que abarca la producción de tabletas de chocolate especialmente diseñadas para el uso en repostería. Al año siguiente, por su aniversario 75, abrieron sus puertas a visitas como parte de un evento llamado El Museo del Chocolate.
En 2017, se lanza al mercado Nescafé Chocolatte Caliente, un chocolate caliente que se vende en las máquinas Nescafé, asimismo, otros sabores exclusivos para Venezuela, hechos con cacao en polvo Savoy.
En 2020, debido a la pandemia de COVID-19, los productos Savoy forman parte del catálogo de TuTiendaNestlé, una plataforma de delivery para distribuir sus productos de manera más sencilla.

## Productos

### Barras de chocolate
- Chocolate con Leche Savoy
- Chocolate para postres
- Chocolate para taza
- Chocolate familiar
- Delight (chocolate con leche sin azúcar, endulzado con sucralosa)
- Galak (chocolate blanco)
- Cri-Cri (chocolate con arroz inflado)
- Ríkiti (chocolate con maní troceado)
- Dark (chocolate oscuro) (descontinuado)

### Confitería
- Boston (bombón de chocolate con maní) (descontinuado)
- Toronto (bombón de chocolate con avellana)[31]
- Miramar (mix de frutos secos cubiertos de chocolate con leche) (descontinuado)
- Bolero (maíz inflado cubierto de chocolate con leche) (descontinuado)
- Ping Pong (maní cubierto de chocolate con leche) (descontinuado)[32]
- Dark Naranjitas (trozos de piel de naranja confitada cubiertos con chocolate bitter) (descontinuado)
- Dark Almendra (almendras cubiertas con chocolate bitter) (descontinuado)

### Otros productos
- Samba
  - Gold (descontinuado)
  - Maní (descontinuado)
  - Fresa
  - Carlton (descontinuado)
  - Chocolate
- Susy
- Susy Morena (descontinuado)
- Cocosette
  - Cocosette Fudge (cubierto de chocolate con leche)
- Paspalitos (descontinuado)
- Amor (wafer relleno con crema de fresa y vainilla) (descontinuado)
- Galleta Galak (descontinuado)
- ChocoNut (descontinuado)
- ChocoChoco (descontinuado)
- Rock-O-Late (descontinuado)
- Prestigio (barra de coco rallado cubierta de chocolate con leche)
- Cremosa Navidad[33]